# Emil Babiš
Emil Babiš (ur. 1956, zm. 6 czerwca 2020) – słowacki skoczek narciarski reprezentujący Czechosłowację. Zdobywca Pucharu Beskidów 1976 (zwyciężył w obu konkursach – w Szczyrku i Wiśle).
Uczestniczył w pierwszej edycji Pucharu Świata (1979/1980). Został sklasyfikowany na 87. miejscu. Punkty zdobył tylko raz – 26 stycznia 1980 zajął 12. miejsce w konkursie na Średniej Krokwi w Zakopanem.
W 1976 wystąpił w Tygodniu Lotów Narciarskich w Oberstdorfie, gdzie po trzech konkursach zajął 28. pozycję (najdłuższy skok – 122 m).

## Osiągnięcia

### Puchar Świata w skokach narciarskich

#### Miejsca w klasyfikacji generalnej
- sezon 1979/1980: 87.

#### Miejsca w poszczególnych konkursach
| Sezon 1979/1980                                                                        |            |                        |           |               |         |         |             |             |          |          |              |              |              |        |           |           |       |       |       |      |         |         |                     |                     |        |
| Cortina d'Ampezzo                                                                      | Oberstdorf | Garmisch-Partenkirchen | Innsbruck | Bischofshofen | Sapporo | Sapporo | Thunder Bay | Thunder Bay | Zakopane | Zakopane | Saint-Nizier | Saint-Nizier | Sankt Moritz | Gstaad | Engelberg | Vikersund | Lahti | Lahti | Falun | Oslo | Planica | Planica | Szczyrbskie Jezioro | Szczyrbskie Jezioro | punkty |
| -                                                                                      | -          | -                      | -         | -             | -       | -       | -           | -           | 12       | 22       | -            | -            | 28           | 33     | 26        | -         | -     | -     | -     | -    | -       | -       | 73                  | 68                  | 4      |
| Legenda (do sezonu 1992/1993)                                                          |            |                        |           |               |         |         |             |             |          |          |              |              |              |        |           |           |       |       |       |      |         |         |                     |                     |        |
| 1 2 3 4-10 11-15 poniżej 15 - – zawodnik nie wystartował lub zajął miejsce poniżej 15. |            |                        |           |               |         |         |             |             |          |          |              |              |              |        |           |           |       |       |       |      |         |         |                     |                     |        |

### Puchar Beskidów

#### Miejsca w klasyfikacji generalnej
- 1975 – 6.
- 1976 – 1.

### Turniej Szwajcarski

#### Miejsce w klasyfikacji generalnej
- 1980 – 22.

### Turniej Czeski

#### Miejsca w klasyfikacji generalnej
- 1975 – 18.
- 1977 – 31.
- 1979 – 41.
- 1980 – 18.